# Monumento a Kosciuszko
Thaddeus Kosciuszko es una estatua ecuestre realizada en bronce por el escultor ítalo-estadounidense Gaetano Trentanove. Actualmente se encuentra en el Parque Kosciuszko en Milwaukee, Wisconsin, Estados Unidos, y representa al general polaco Kosciuszko en uniforme militar.